# Acer longipes
Acer longipes é uma espécie asiática de árvore do gênero Acer, pertencente à família Aceraceae.

## Descrição
A árvore pode atingir até 10 metros de altura. Sua casca é de coloração levemente roxa. As folhas são finas, com textura lembrando papel. e não compostas; com um comprimento de até 15 centímetros e 14 centímetros de largura, comumente divididas em 3 seções, mas raramente possuindo cinco ou nenhuma divisão.

## Distribuição
A espécie só foi observada na China, em Chongqing, Guangxi, Henan, Hunan, Hubei, Jiangxi, e Shaanxi.